# Rivelazioni (Sangue blu)
Rivelazioni (Revelations) è il terzo romanzo della scrittrice statunitense Melissa de la Cruz, della serie intitolata Sangue blu.
Il libro è stato pubblicato in lingua originale nel luglio del 2009, ed in italiano nello stesso anno.
Il romanzo racconta ancora una volta le vicende di giovani vampiri, che già con i primi due libri hanno riscosso un grande successo.

## Trama
Proprio ora che Schuyler è riuscita a ricongiungere quello che rimaneva della sua famiglia e ad apprendere le tecniche di un vampiro, viene portata via da Charles Force ed è costretta a vivere sotto lo stesso tetto con la sua astuta nemesi, Mimi Force, che farà di tutto pur di rendere la sua vita un inferno e per impedire che lei e suo fratello gemello si innamorino.
Ma neanche la bionda più richiesta di Manhattan può impedire all'amore di sbocciare: costretti a nascondersi, Jack e Schuyler troveranno comunque un modo per incontrarsi, mettendo a repentaglio il legame e l'amore-amicizia con Oliver, che ormai è diventato famiglio di Schuyler.
Una nuova minaccia a Rio de Janeiro, porta tutta la Congrega di New York ad allontanarsi dagli U.S.A., e lascia passare inosservati i veri traditori. Anche Schuyler e i suoi amici si trovano a Rio, quando sul monte del Corcovado, proprio ai piedi del Cristo Redentore, resusciterà la spalla destra della Stella del Mattino, rivelando a Bliss una terribile scoperta.
Purtroppo Per Schuyler la speranza di riuscire a riunire la famiglia deve essere completamente abbandonata quando anche Lawrence muore, in seguito alla lotta.
Un agguato porta la maggior parte delle persone di spicco della Congrega a bruciare nel Fuoco Nero, e solo Mimi, l'angelo della Morte, ne uscirà indenne, come testimone dell'accaduto.

## Saga
La saga è composta da sette libri:
- Blue Bloods (2006) - Sangue blu (2009);
- Masquerade (2007) - Bacio sacro (2009);
- Revelations (2008) - Rivelazioni(2009);
- The Van Alen Legacy (2009) - L'eredità di Shuyler (1º aprile 2010)
- Keys To The Repository (2010) - ?
- Misguided Angel (2010) - L'angelo corrotto (Febbraio 2011);

## Edizioni in lingua italiana
- Melissa de la Cruz, Rivelazioni, traduzione di Nello Giugliano, prima edizione 21 ottobre 2009, Fanucci Editore, 2009, ISBN 978-88-347-1556-7.